# Богодаровка
Богода́ровка (каз. Богодаровка) — село у складі Щербактинського району Павлодарської області Казахстану. Входить до складу Шарбактинського сільського округу.
Населення — 132 особи (2021; 212 у 2009, 420 у 1999, 586 у 1989).
Національний склад станом на 1989 рік:
- німці — 44 %
- росіяни — 26 %
- українці — 23 %